# 联合新闻 (电视马拉松)

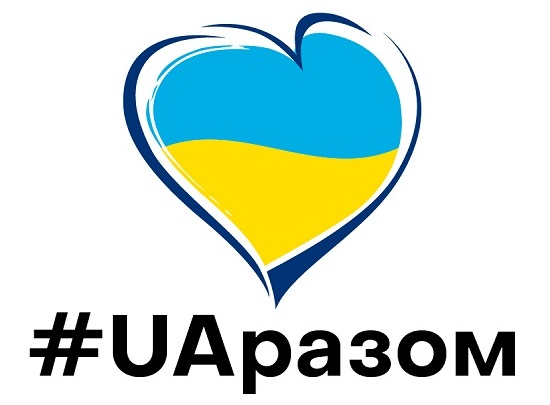
的主題標籤

联合新闻电视马拉松（羅馬化：Telemaraton "Yedyni Novyny"，主題標籤为#UAразом）是2022年俄羅斯入侵烏克蘭期间乌克兰的多家电视台联合直播的俄乌战争特别报道，这场直播旨在向民众播报自俄罗斯全面入侵乌克兰以来乌克兰的最新局势。

## 背景
人们透过卫星图像发现，俄罗斯自2021年3月起在乌克兰边境线附近集结十餘萬兵力，除此之外还有各种重型武器。西方国家根据现有的情报分析，俄罗斯军队可能会在2022年2月16日全面入侵乌克兰，因此乌克兰总统弗拉基米尔·泽连斯基在2月14日签署总统令，将2022年2月16日这一天定为团结日。在乌克兰文化和信息政策部部长亚历山大·特卡琴科的倡议下，团结日当天乌克兰所有的电视频道从早上8时到10时以及从19时到22时举行了以团结为主题的电视马拉松。应乌克兰政府的要求，乌克兰的电视台一起组建了战略传播的唯一信息平台“乌克兰在一起”（烏克蘭語：UA разом，羅馬化：UA Razom）以确保每天向公众通报安全局势和国家机构的活动。

## 过程
2022年2月24日开战首日，1+1媒体、星光传媒、国际传媒集团、乌克兰最高拉达电视和广播节目管理局以及乌克兰媒体集团联手发起了一场名为联合新闻的电视马拉松，每个团队轮流负责五个小时（后来改为六个小时）的新闻报道、采访和分析并在它们各自旗下的1+1、乌克兰：第一、拉达、ICTV、STB和乌克兰24等频道播出。尽管爆发战争，节目仍在备用演播室和地下防空洞进行制作和播出。
2月24日，早上6点30分，由于俄罗斯对乌克兰的进攻，烏克蘭國家電視廣播公司（Suspilne）的所有平台（包括所有的电视频道、广播频率和Facebook粉絲專頁）都以信息马拉松的形式运作。19时，Suspilne旗下的乌克兰：第一、乌克兰：文化以及地方频道受到政府的监管，暂时转播拉达频道的直播信号。
2月25日，星光传媒旗下的新频道被列为这场电视马拉松的最初参与者之一，然而它把所有时间专门用来播放儿童电影和动画片。紧随其后的是1+1传媒集团旗下的TET和乌克兰传媒集团旗下的NLO TV。同一天，Suspilne恢复了直播，尽管这些直播只能通过Facebook和YouTube收看。
2月26日9时20分，Suspilne播出自办的电视马拉松节目我们将一起赢得胜利（Разом переможемо）。10时30分左右，Suspilne的所有电视频道再次转播拉达频道的直播信号。
从2月28日起，“乌克兰：第一”频道播出自办的电视马拉松节目。同时，乌克兰广播电台也开始推出直播节目，其中也包括“乌克兰：第一”电视马拉松节目的片段。
3月1日，基辅电视塔遭到俄军导弹袭击，造成五死五傷，同时也严重干扰了直播信号的传输，32个电视频道的播出被迫中断。
3月16日，正在播出联合新闻的乌克兰24频道被俄罗斯黑客入侵，黑客窜改了跑马灯字幕，谎称弗拉基米尔·泽连斯基正在向俄军投降且呼吁其国民放下武器。泽连斯基表示这是“幼稚的挑衅”，“唯一应该放下武器的人是俄罗斯士兵。”
为了打击俄罗斯媒体在战争期间散播的假新闻，弗拉基米尔·泽连斯基在3月18日签署第152/2022号乌克兰总统令，强制所有全国性的电视台统一播出联合新闻，该法令次日生效。然而，第5频道、Priamyi频道和Espreso TV没有遵守规定，它们的数字电视信号在4月4日被广播电视运营商RRT Concern（烏克蘭語：Концерн РРТ）关闭。
3月27日，一场名为拯救乌克兰——#停止战争的国际慈善音乐会在波兰首都华沙举行，各国的政要、音乐家、志愿者、运动员、公民活动家以及艺人等人士发表致辞支持乌克兰。波兰电视台、意大利广播电视公司、葡萄牙廣播電視公司等20多个国家的电视台和联合新闻一同直播这场音乐会。
据媒体报道，联合新闻在5月22日播出由俄罗斯占领者任命的埃內爾霍達爾市长受到炸弹袭击的消息后，俄西斯主义者以“去纳粹化”的名义威胁当班的主持人叶夫根尼·普林斯基（Євген Плінський）。
同年7月，烏克蘭媒體集團持有人里纳特·阿赫梅托夫將電視經營許可證歸還給國家，宣告公司結業。集團旗下频道於7月22日起暫停傳送節目，包括此前負責製作的6小時時段聯播節目。

## 节目覆盖情况
截至2022年3月28日，乌克兰境内至少有16家媒体集团的30多个电视频道以及OTT平台、公共和商业广播电台一同直播联合新闻。以下为参与播出的部分频道：
- 因特频道（烏克蘭語：Інтер (телеканал)）[44][45]
- 1+1[45]
- 乌克兰：第一[45]
- 乌克兰（烏克蘭語：Україна (телеканал)）[45]
- STB（烏克蘭語：СТБ）[45]
- K1（烏克蘭語：К1 (телеканал)）
- 2+2（烏克蘭語：2+2）
- NTN（烏克蘭語：НТН）[44]
- ICTV[45]
- 乌克兰24（烏克蘭語：Україна 24）[45]
- 第24频道（烏克蘭語：24 Канал）
- UNIAN TV（烏克蘭語：УНІАН ТБ）
- 拉达频道（烏克蘭語：Рада (телеканал)）[45]
- Live（烏克蘭語：Live (телеканал)）
- Odesa.live
- 第4频道（烏克蘭語：4 канал (Україна)）
- Kyiv TV（Телеканал «Київ»）[45]
- Zoom（烏克蘭語：Zoom (телеканал)）
- OCE TV（ОЦЕ ТБ）
- Typical Kyiv（Типовий Київ）
- 乌克兰派拉蒙喜剧（Paramount Comedy Україна）

此外，通过乌克兰各个媒体集团的授权，直播信号覆盖到英国、加拿大、美国、瑞士、德国、奥地利、捷克、波兰、立陶宛、保加利亚、格鲁吉亚、拉脱维亚、爱沙尼亚、阿尔巴尼亚、以色列等几十个国家。欧洲、中亚及俄罗斯西部的观众也可通过通信广播卫星“热鸟13号”（Hotbird 13）接收卫星电视信号收看直播。
然而，在乌克兰的俄军占领区（例如赫尔松），乌克兰的电视信号被切断，取而代之的是俄罗斯的电视频道，这意味着俄占区的民众收看联合新闻有一定的困难。

## 注脚
1. ↑  由志愿者提供实时翻译。[1]
2. ↑  拉达频道是乌克兰最高拉达持有的国营媒体。
3. ↑  曾经由前总统彼得·波罗申科持有[32][33]

## 外部連結
- YouTube上的Radatv online頻道
  - YouTube上的联合新闻直播（乌克兰语，原音）
  - YouTube上的联合新闻直播（俄语，同声传译）
  - YouTube上的联合新闻直播（英语，同声传译）